# Юг дьо Колини

Юг дьо Колини (френски: Hugues de Coligny) е френски рицар, граф на Колини льо Неф. Юг дьо Колини е роден 1170 г. и умира 1205 г. в битката при Сяр. Той е син на Хумберт II Колини и Ида дьо Виен.През 1193 г. се жени за Беатрис, графиня на Албон и дофина на Виен, която е племенничка на Бонифаций Монфератски и вдовица на Юг III, херцог на Бургундия. През 1201 г. Юг дьо Колини „приема кръста“ и се присъединява към Четвъртия кръстоносен поход. През 1202 г. преди да напусне Франция, дьо Колини прави големи дарения на Ордена на бенедиктинците в Монтерле и на абатството на Нотр-Дам д'Амброн. През 1203 г. участва в обсадата на Константинопол, а през 1204 г. след което града е превзет, Юг дьо Колини става владетел на Серес(Сяр) в Солунското кралство, като васал на Бонифаций Монфератски, През 1205 г. Сяр е обсаден от войските на българския цар Калоян. Битката започва с излаз от Сяр на рицарски отряд под командването на дьо Колини. Двете тежковъоръжени армии се сблъскват челно, като рицарите нападат с голямо ожесточение, В разразилата се битка с българите, кръстоносецът е убит убит от вражеска стрела, след което силите на Калоян сриват крепостните стени с обсадни машини и избиват целия останал гарнизон.

## Семейство
- Беатрис д'Албон -съпруга на Юг дьо Колини. Майка й- Беатрис Алерамичи Монферато е сестра на Бонифаций Монфератски, Вилхелм Дългия меч и Конрад Монфератски.
- Беатрис дьо Колини, дъщеря. Синът и е Хумберт I Виенски.
- Мария дьо Колини, дъщеря.
- Хумберт III дьо Колини, брат.
- Алис дьо Колини, сестра.